# Folding@home
Folding@home е разпределена изчислителна система за изследване на болести, като симулира сгъването на протеини, компютърно проектирани лекарства и други типове молекулярни динамики.
Като се симулира правилното и грешното сгъване на протеини, проектът позволява на изследователи да разбират по-добре как и защо се случва. Това е важно за лекуването на болести причинени от грешно сгъване.
Обикновено се използват суперкомпютри за такива симулации, но тъй като компютърната сила нараства драстично с времето, е възможно да се ползват много на брой обикновени компютри в една компютърна мрежа. Така доброволци могат да даряват част от изчислителната мощ на своята машина за решаването на сложни проблеми и да позволят на учените да ползват времето и ресурсите си повече за изследване.